# Экскалибур (фильм)
«Экскалибур» (англ. Excalibur) — фильм 1981 года режиссёра Джона Бурмена в жанре фэнтези. Это экранизация легенд о короле Артуре и его рыцарях, в первую очередь романа «Смерть Артура» Томаса Мэлори. Фильм считается одной из лучших и наиболее близких к первоисточнику экранизаций «артурианы», хотя во многих деталях всё же отходит от книги.
Бурмен поставил фильм после того, как сорвался его проект экранизации «Властелина колец» и, по слухам, использовал для фильма некоторые наброски дизайнов из неснятого проекта. Роли сыграли Найджел Терри (Артур), Никол Уильямсон (Мерлин), Хелен Миррен (Моргана), Роберт Эдди (Мордред) и другие. Производство компании «Орион», США. Фильм получил премию Каннского кинофестиваля за особые художественные достоинства (1981) и был номинирован на «Оскар» за лучшую операторскую работу (1981).

## Сюжет
Утер Пендрагон получает от волшебника Мерлина обладающий мистической силой меч Экскалибур. Цель Мерлина — объединить Британию под властью единого короля, но страсть Утера к замужней женщине приводит к хаосу, и перед смертью он вонзает меч в камень: только тот, кто сумеет достать Экскалибур, станет королём. Этой участи удостаивается оруженосец Артур, внебрачный сын Утера.
С помощью Мерлина Артур женится на Гвиневре и собирает вокруг себя рыцарей Круглого стола. Однако покой и процветание не могут длиться долго, и внебрачный сын самого Артура, прижитый от него единокровной сестрой Морганой, несёт гибель королю.

## В ролях
- Найджел Терри — Король Артур
- Хелен Миррен — фея Моргана
- Кей Макларен — старая фея Моргана
- Барбара Бирн — молодая Моргана
- Николас Клей — сэр Ланселот
- Чери Лунги — королева Гвиневра
- Пол Джеффри — сэр Персиваль
- Никол Уильямсон — Мерлин
- Корин Редгрейв — герцог Корнуолла
- Патрик Стюарт — король Лодегранс
- Кит Бакли — сэр Уриен
- Клайв Свифт — сэр Эктор
- Лиам Нисон — сэр Гавейн
- Габриэль Бирн — король Утер Пендрагон
- Роберт Эдди — принц Мордред (во взрослом возрасте)
- Чарли Бурман — молодой Мордред
- Кэтрин Бурман — Игрэйна, герцогиня Корнуольская
- Киаран Хайндс — король Лот
- Найл О’Брайен — сэр Кей

## Подготовка и съёмки
На сайте Американского института киноискусства сообщается, что артуровский эпос интересовал Джона Бурмена на протяжении всей жизни, и уже в начале 1970-х годов он подготовил общий план фильма по этому материалу для компании United Artists. Владельцы студии, однако, в тот момент не были заинтересованы в съёмках такой ленты. В 1974 году Бурмен подготовил сценарий фильма по артуровскому эпосу и объявил о планах снять такой фильм к 1976 году; в главных ролях, по замыслу автора, должны были сниматься Макс фон Сюдов (Мерлин), Шон Коннери и Ли Марвин. Этот план не осуществился, но уже в 1977 году Бурмен в соавторстве с Роспо Палленбергом написал для Warner Bros. новый сценарий под рабочим сценарием «Мерлин». В итоге в 1979 году было объявлено, что Бурмену поручены съёмки фильма для киностудии Orion Pictures; эта картина основывалась на сценарии, созданном для Warner Bros., и имя Палленберга упоминается в её титрах как автора адаптации «Смерти Артура».
Первоначально предполагалось, что в роли Артура в юности и зрелом возрасте снимутся два разных актёра, которые будут взрослеть по мере съёмок, а роль Мерлина была предложена Клаусу Кински. Однако в итоге Артура с юности до конца сюжета сыграл один исполнитель — Найджел Терри, а Мерлина играл Никол Уильямсон. Режиссёр также привлёк к съёмкам членов собственной семьи — дочь Кэтрин, которой была доверена роль герцогини Игрэйны, и сына Чарли, сыгравшего Мордреда в детстве. Актёры полгода отрабатывали приёмы средневекового рукопашного боя под руководством постановщика боевых сцен Уильяма Хоббса. Бурмен планировал использовать для съёмок Камелота настоящий средневековый замок, но не смог найти ни одного, который был бы не модернизирован и при этом хорошо сохранился, и режиссёру пришлось удовлетвориться павильонными декорациями. Большинство натурных съёмок велись в графстве Уиклоу в Ирландии, где жил Бурмен, среди наиболее живописных локаций были водопад Пауэрскорт, мыс Уиклоу-Хед в Ирландском море и «безмятежный» берег в графстве Керри. Съёмки намечалось начать в октябре 1979 года, но затем их старт был сдвинут на март 1980 года, чтобы вести их без перерыва на протяжении большей части сезона. Основная часть съёмок завершилась в июле того же года, в общей сложности фильм обошёлся создателям в 11,5 млн долларов. К концу 1980 года фильм сменил название на «Экскалибур».

## Прокат и сборы
Фильм вышел в широкий прокат 10 апреля 1981 года, в дебютный уикенд собрав в США более 4,5 млн долларов. За всё время проката «Экскалибур» собрал 34,967 млн долларов в США и Канаде.

## Оценки
Критики сходились в одобрении художественно-оформительского аспекта фильма, включая костюмы, декорации, спецэффекты и операторскую работу, хотя оценивали соответствие дизайнов историческому периоду по-разному: если обозреватель Роджер Эберт характеризовал фильм как блестящее воспроизведение времён короля Артура, то по мнению Винсента Кэнби из New York Times декорации и костюмы намеренно не отсылают ни к одной реальной исторической эпохе, а золотые латы и шлем с маской, которые носит Мордред, даже напоминают картины будущего из собственного фильма Бурмена «Зардоз». О том, что фильм, по сюжету описывающий события V века, намеренно снят в декорациях «абстрактного Средневековья», говорили и сами авторы «Экскалибура». По словам Кевана Мануоринга (The Big Picture), «великолепно унылая меланхоличная эстетика» второй половины ленты уходит корнями в живопись прерафаэлитов, которые в свою очередь черпали вдохновение уже в собственно средневековом искусстве. Мануоринг пишет, что доспехи и мечи в фильме выглядят реалистично тяжёлыми и в нём предостаточно грязи и крови. Эберт, однако, считает, что авторы картины слишком активно используют расфокусировку кадра и эффект тумана, смазывающие даже финальную сцену — уходящего в море корабля.
Винсент Кэнби критиковал фильм за претенциозность и затянутость, в своей рецензии сетуя на то, что он кажется в десять раз длиннее всего цикла «Кольцо нибелунга». Сюжет ленты, по его словам, тяжеловесен, между отдельными эпизодами действие не развивается, а сами они не вытекают логически один из другого. Кэнби сравнивает «Экскалибур» со «Звёздными войнами», смело использовавшими сюжеты и персонажей средневековых легенд, и делает вывод не в пользу фильма Бурмена, которому, на его взгляд, не хватает юмора. Роджер Эберт критично отзывается о проработке личностей героев картины, указывая на шаблонность образов рыцарей Круглого стола. Он проводит параллель с фильмом Робера Брессона «Ланселот Озёрный», где режиссёр сознательно сделал рыцарей неотличимыми друг от друга, и приходит к выводу, что Бурмен достиг того же эффекта непреднамеренно. Мануоринг, напротив, даёт очень высокую оценку пафосу повествования, сравнивая сцену, в которой встречаются все старые союзники и враги, с греческой трагедией. Он также считает, что создателям фильма удалось сосредоточить сюжет вокруг человеческих отношений, не попав, как многие другие авторы, в ловушку стандартных ходов и кинематографических спецэффектов.
Оценки актёрской игры разнятся. Так, Мануоринг одобрительно отзывается о работах целого ряда исполнителей — Найджела Терри в роли Артура, Чери Лунги в роли Гвиневры, Хелен Мирен в роли феи Морганы и обоих актёров в ролях молодого и повзрослевшего Мордреда, — а Никола Уильямсона называет лучшим Мерлином в истории экранизаций артуровского эпоса. Кэнби положительно оценивает игру только двух актёров — Уильямсона и Миррен — и называет всех остальных персонажей незапоминающимися, а Эберт ограничивает положительный отзыв только Уильямсоном, отмечая, что даже фигура Артура к концу фильма сливается с фоном.

### Награды и номинации
«Экскалибур» был номинирован на «Оскар» за лучшую операторскую работу (Алекс Томсон). Фильм также получил номинацию на премию «Хьюго» за лучшую постановку и шесть номинаций на премию «Сатурн», победив в одной категории — «Лучшие костюмы» (Боб Рингвуд). На Каннском кинофестивале Джон Бурмен был удостоен приза за художественный вклад.